# Zane Smith
Pour les articles homonymes, voir Smith.
Zane William Smith, né le 28 décembre 1960 à Madison (Wisconsin, États-Unis), est un lanceur gaucher au baseball, actif entre 1984 et 1995. 

## Carrière
Zane Smith a évolué dans les Ligues majeures de 1984 à 1996. Il a porté les couleurs des Braves d'Atlanta du début de sa carrière jusqu'en juillet 1989, où il passe aux Expos de Montréal en retour des lanceurs Sergio Valdez et Nate Minchey.
Ces derniers enverront Smith aux Pirates de Pittsburgh un peu plus d'un an plus tard. Le lanceur gaucher est transféré en retour du lanceur de relève Scott Ruskin, du joueur de troisième but Willie Greene et du voltigeur Moisés Alou.
Après quatre saisons complètes à Pittsburgh, Zane Smith s'aligne avec les Red Sox de Boston en 1995 et participe aux séries éliminatoires. Il complète sa carrière avec les Pirates en 1996.